# Córdoba (Argentinië)
Córdoba is een stad in het centrum van Argentinië. De stad ligt in een vallei van de Sierras Chicas bergen aan de rivier de Suquía, ongeveer 700 kilometer ten noordwesten van Buenos Aires. Het is de hoofdstad van de provincie Córdoba en heeft een geschat inwoneraantal van meer dan 1.300.000 inwoners, waarmee het de tweede stad van Argentinië is. Het is een industrieel centrum, maar de binnenstad kent vele historische gebouwen uit het koloniale tijdperk.

## Geschiedenis
Córdoba werd gesticht in 1573 door Jerónimo Luis de Cabrera, die het vernoemde naar de stad Córdoba in Spanje. Het was een van de eerste Spaanse koloniale hoofdsteden in Argentinië na Buenos Aires (1536) en Santiago del Estero (1553). Al in de 16e eeuw werd Córdoba de zetel van een rooms-katholiek bisdom. In 1934 werd het een aartsbisdom.

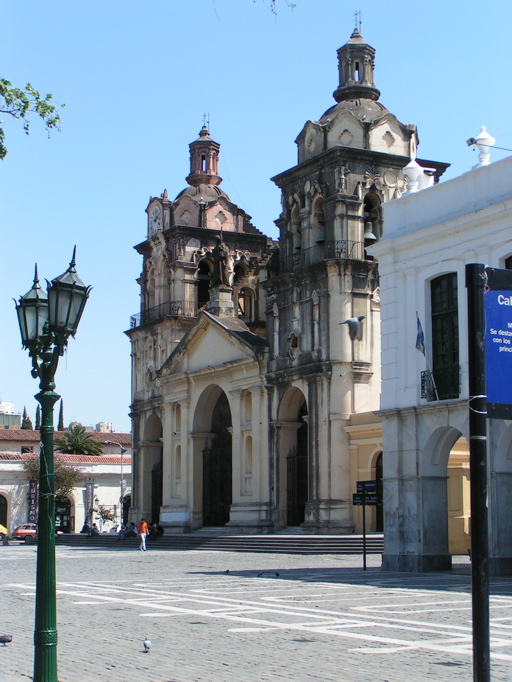
Kathedraal van de stad

Na de Tweede Wereldoorlog werd Córdoba een belangrijk centrum van de Argentijnse publieke en militaire luchtvaartindustrie.

## Economie
Sinds de Tweede Wereldoorlog is Córdoba een belangrijk industrieel centrum. De belangrijkste industrieën zijn de productie van auto's (Renault, Volkswagen en Fiat), spoorwegindustrie (Materfer) en luchtvaartindustrie (Fábrica Militar de Aviones). Tevens is er een aanzienlijke textiel- en chemische industrie.
Córdoba wordt alom gezien als het technologische centrum van Argentinië. Het Argentijnse Centro Espacial Teófilo Tabanera produceert en bestuurt satellieten. Ook de softwarebedrijven (Motorola, Vates, Intel en Electronic Data Systems) zijn er gevestigd.
Ook is er de universiteit Universidad Nacional de Córdoba.

## Monumenten
Córdoba kent een groot aantal historische gebouwen en trekt daardoor veel toeristen aan.
Córdoba kent vele historische monumenten uit de koloniale tijd, in het bijzonder het Jezuïetenkwartier. Dit was het hart van de voormalige jezuïetenprovincie van Paraguay en bevat belangrijke gebouwen zoals de universiteit, de kerk en residentie van de Sociëteit van Jezus, en het college. Samen met vijf estancia's (boerenbedrijven) en een huizenblok met gebouwen uit de 17e eeuw laten ze de unieke overblijfselen zien van het religieuze, sociale en economische experiment dat gedurende 150 jaar in de 17e en 18e eeuw plaatsvond. Het werd in 2000 op de lijst van Werelderfgoederen van de UNESCO geplaatst.
In het centrum ligt het Plaza San Martín, waaraan de Kerk van de Jezusgemeenschap, de Iglesia Catedral met daarachter het klooster van Santa Catalina de Siena ligt. In de kathedraal staat een bekend altaar, opgetrokken uit zilver. De ornamenten zijn alle van goud en op het dak zijn Bijbeltaferelen geschilderd. Een ander belangrijk gebouw is de Cabildo (koloniale bestuursgebouw), naast de kerk. Er zijn diverse musea.

## Sport
In Argentinië is voetbal de belangrijkste sport. Ondanks dat Córdoba de tweede stad van het land is, speelt het een bijrol in het Argentijnse voetbal. De twee belangrijkste clubs van de stad zijn CA Belgrano en Club Atlético Talleres. Het Estadio Mario Alberto Kempes is de thuisbasis van CA Belgrano en werd gebruikt voor wedstrijden bij het WK voetbal in 1978. Destijds heette het stadion nog het Estadio Olimpico de Córdoba.

## Geboren in Córdoba
- Santiago Derqui (1809-1867), president van Argentinië (1860-1861)
- Juan Hohberg, (1926-1996), Uruguayaans voetballer en trainer
- Fernando de la Rúa (1937-2019), president van Argentinië (1999-2001)
- Castulo Guerra (1945), acteur
- Bernardo Fernández Cos (1949), voetballer
- Ricardo Fontana (1950), voetballer
- Osvaldo Ardiles (1952), voetballer
- Juan Carlos Heredia (1952), voetballer
- Eduardo Romero (1954-2022), golfer
- Carlos Trucco (1957), voetballer
- Eduardo Bengoechea (1959), tennisser
- Carlos Ahumada (1964), ondernemer
- Oscar Dertycia (1965), voetballer
- Carlos Bossio (1973), voetballer
- Martín Garrido (1974), wielrenner
- Darío Sala (1974), voetballer
- José Meolans (1978), zwemmer
- Hugo Campagnaro (1980), voetballer
- Mariano Corsico (1981), voetballer
- Fabricio Coloccini (1982), voetballer
- Georgina Bardach (1983), zwemster
- Gonzalo Bergessio (1984), voetballer
- Matías Suárez (1988), voetballer
- Cristian Pavón (1996), voetballer